# Anila Bitri
Anila Bitri Lani (Tirana, 1963) è una diplomatica albanese, Ambasciatrice dell'Albania in Italia dal 20 giugno 2016 nonché Rappresentante permanente dell'Albania presso FAO, IFAD e PAM.

## Biografia
È nata nel 1963 a Tirana, nella Repubblica Popolare Socialista d'Albania, dove ha studiato presso l'Università Statale laureandosi in storia e lingua spagnola. Presso il medesimo ateneo ha insegnato come professoressa di Storia medievale europea e mondiale.
Nel dicembre 2002 è stata nominata Ambasciatrice della Repubblica d'Albania presso il Regno di Spagna, dove ha prestato servizio fino al 2008; contestualmente, dal 2006 al 2010, è stata ambasciatrice non residente del Marocco e della Mauritania. La sua attività diplomatica in Spagna è stata premiata nel 2009 col conferimento della Gran croce dell'Ordine di Isabella la Cattolica.
Tra il 2008 e il 2010 è stata direttrice della Direzione delle relazioni bilaterali con l'Europa presso il Ministero degli affari esteri albanese, dirigendo poi tra il 2011 e il 2016 l'Accademia Diplomatica del Ministero degli affari esteri a Tirana.
Nel 2016 il Presidente della Repubblica Bujar Nishani l'ha nominata Ambasciatrice della Repubblica d'Albania presso la Repubblica Italiana, risultando inoltre anche ambasciatrice non residente presso San Marino e Malta oltre che come rappresentante dell'Albania presso FAO, IFAD e PAM.